# Brama Zakhaimska
Brama Zakhaimska (niem. Sackheimer Tor, ros. Закхаймские ворота) – jedna z siedmiu bram miejskich Królewca, prowadząca do dzielnicy Sackheim. Powstała w wyniku przebudowy poprzedniej bramy, w latach 1855–1860. Zaprojektowana przez Ernsta Ludwiga von Astera.

## Historia
Ze względu na rozwój broni stosowanej na wojnach w XIX w. uznano, że brama nie będzie w stanie pełnić skutecznej funkcji obronnej, w związku z czym sprzedano ją wraz z pozostałymi bramami miejskiej administracji w 1910 r. W 1945 r. podczas szturmu Królewca brama nie została uszkodzona. Po wojnie pełniła rolę magazynu, a w 2006 r. rozpoczęto jej renowację.
Obecnie w bramie mieści się kawiarnia i przestrzeń artystyczna „Brama”, w której odbywają się wystawy i imprezy.

## Architektura
Tak jak pozostałe bramy Królewca, brama ta została wykonana z  w stylu neogotyckim. Budynek wybudowano z cegły. Brama od strony miasta została ozdobiona płaskorzeźbami Johanna Davida Ludwiga Yorcka i Friedricha Wilhelma Bülowa, natomiast od strony zewnętrznej – wizerunkiem czarnego orła. Brama posiada 4 baszty – 2 okrągłe od strony miasta i 2 ośmiościenne, znajdujące się po zewnętrznej stronie bramy.

## Galeria

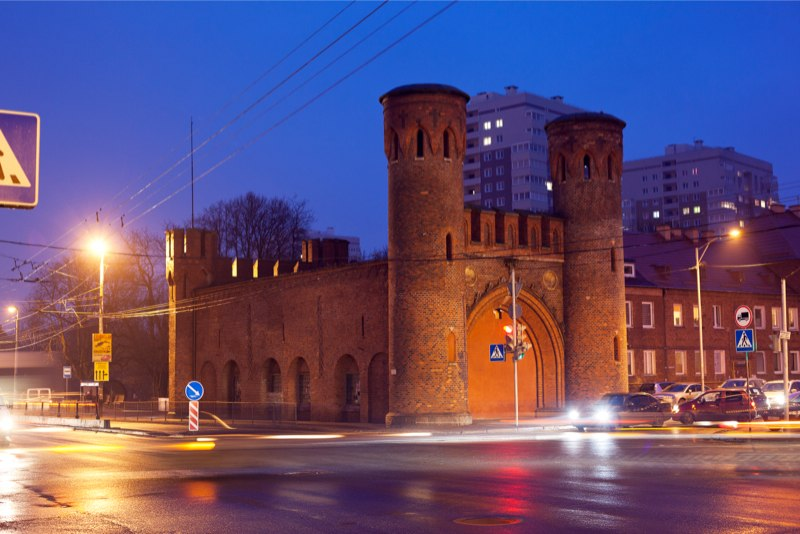
Brama w 2015 r.
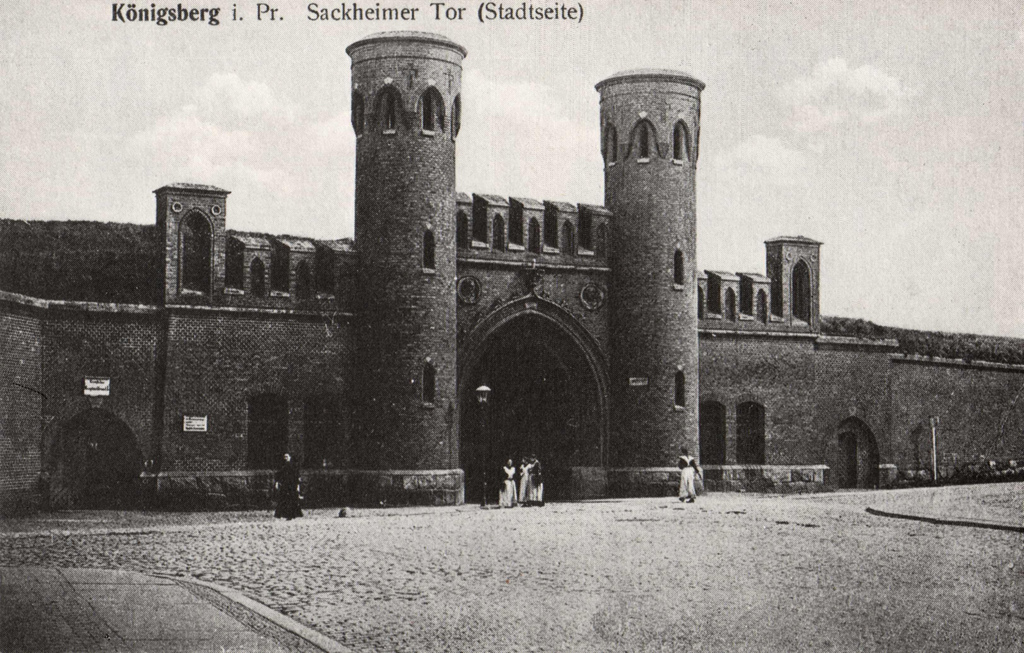
Brama Zakhaimska w 1902 r.
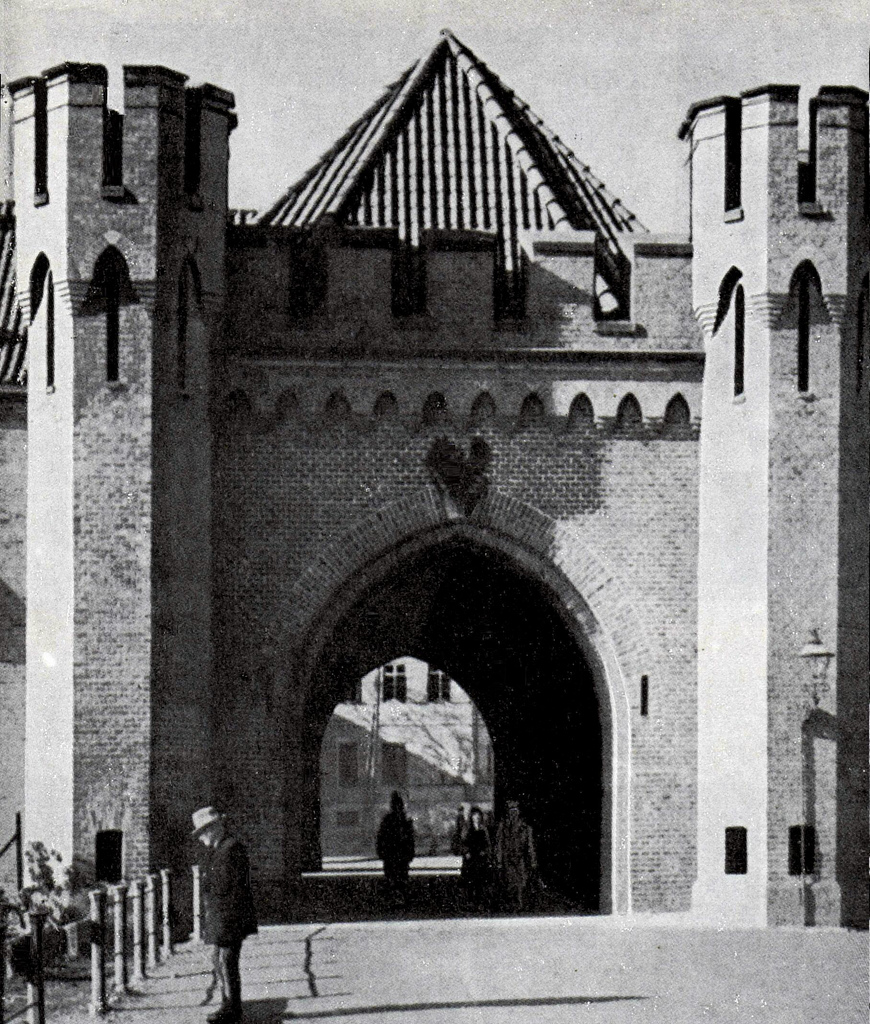
Brama Zakhaimska w 1923 r.
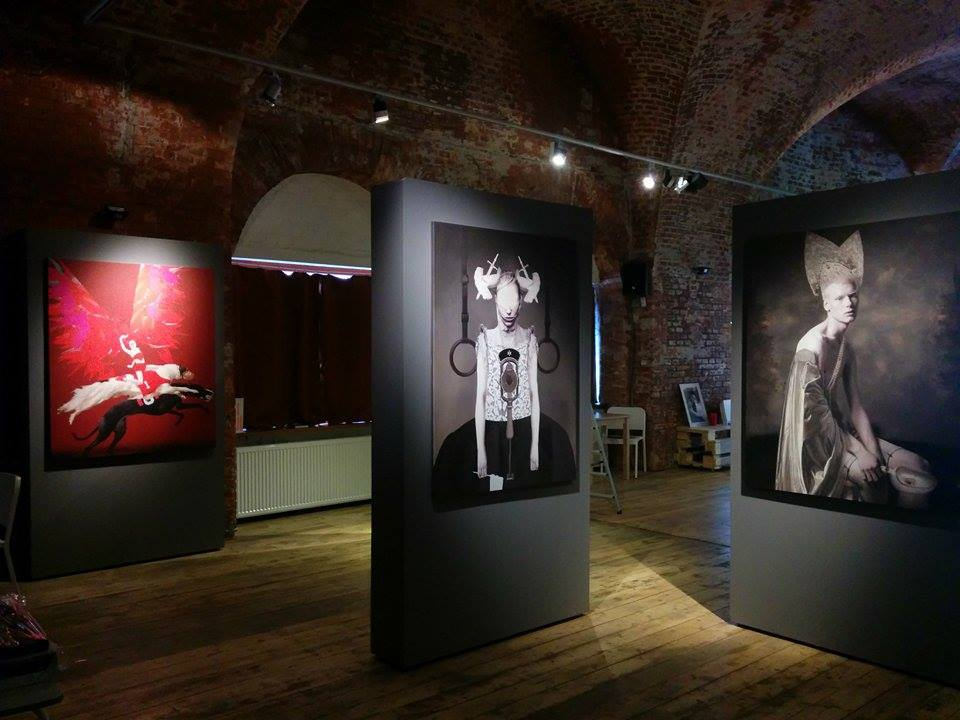
Wystawa sztuki w "Bramie".